# Briganti romagnoli
La presenza di briganti e banditi nel territorio romagnolo è attestata da documenti storici almeno fin dal XVI secolo.
La "messa al bando" (da cui il termine "banditi") era attribuita a "fuoriusciti" politici, nobili o cittadini estradati a seguito delle lotte fra fazioni municipali. Questi continuavano a contrastare l'accentramento del potere locale con azioni militari vere e proprie assoldando tutta una congrega di dubbie figure fra cui ladroni, grassatori, masnadieri ovvero soldati disoccupati, delinquenti comuni colpiti dal bando in contumacia per crimini commessi contro il patrimonio o contro la persona.
Il fenomeno è testimoniato da documenti conservati nell'archivio storico di Terra del Sole che conserva circa 1.000 "filze" di atti civili e criminali che dalla fine del Quattrocento fino all'Unità d'Italia registrano il fenomeno del banditismo in questi territori.

## Storia del fenomeno
Il caso più emblematico è quello di Alfonso Piccolomini, duca di Montemarciano che, alla fine del Cinquecento, mise in atto azioni di brigantaggio nei territori al confine fra la Romagna toscana e quella pontificia. La banda armata del Piccolomini era composta da malfattori toscani, romagnoli e marchigiani. Sia il Granducato di Toscano che lo Stato Pontificio gli diedero la caccia per un lungo periodo impiegando ingenti risorse di uomini e mezzi. Il 16 marzo del 1591 venne impiccato.
Sottoposta allo Stato Pontificio, con parti del territorio controllate da altre entità confinanti (Granducato di Toscana, legazioni di Bologna e Ferrara, oltre a territori in carico alle odierne Marche) la Romagna vede scorrere un flusso incessante di merci di contrabbando che alimentano la piccola criminalità locale.
Il salto di qualità, da contrabbandiere a brigante, non è scontato, ma la rete di potenziali manutengoli legata al traffico illegale, favorita dalla povertà endemica del territorio, è un fattore che può contribuire al proliferare di bande di briganti, particolarmente attive nei periodi di crisi delle istituzioni in Romagna. Bande che possono sfruttare le zone ancora difficili da controllare, come paludi della Bassa Romagna e territori montani e di confine tra entità territoriali con diverse legislazioni, dove i briganti possono fuggire in caso di inseguimenti e rastrellamenti.

### Ottocento
Nell'Ottocento i dati sui briganti sono molteplici e contribuiscono a ricostruire un quadro abbastanza preciso, a partire dall'età Napoleonica, fino alla definitiva estirpazione del fenomeno con l'Unità d'Italia.
Alcuni dei briganti più famosi in Romagna a partire dalla fine del Settecento sono Sebastiano Bora detto “Puiena”. Attivo tra la Presidenza d'Urbino e la Legazione di Romagna e Tommaso Rinaldini da Montemaggiore (Urbino) detto Mason d'la Blona (Tommaso dell'Isabellona), che succede a “Puiena”, insistendo grosso modo sul suo territorio.
Numerosissimi anche i briganti attivi durante i primi momenti dell'invasione napoleonica.
La situazione si stabilizza nel 1802, ma dal 1805 il fenomeno ricompare.
Spicca in questo periodo il brigante trentenne Michele Botti, detto "Falcone". attivo nelle zone intorno a Bagnacavallo. La sua carriera termina durante lo scontro a fuoco con le forze dell'ordine alle 9 del 14 maggio 1810 in Fondo Roncorosso a Bagnara.
Dopo la restaurazione il fenomeno, endemico, del brigantaggio prosegue in sordina.
Spostandoci ai confini tra Marche e Romagna troviamo Antonio Cola, soprannominato “Fabrizj”. È il delinquente dalla carriera più lunga tra i briganti che hanno agito anche in territorio romagnolo. La sua zona di azione, tuttavia, va da Saludecio a S. Giovanni in Marignano, Gallo di Pesaro, Carpegna, Fano; per alcuni anni in Umbria, fino a Gubbio e addirittura a Todi.
Celeberrimo, qualche anno più tardi, Stefano Pelloni, detto “il “Passatore", che viene ucciso il 23 marzo 1851.
Gli succede Angiolo Lama detto "Lisagna" e "Zappolone" la cui banda opera per due anni fra le Legazioni Pontificie e il Granducato di Toscana.
Il suo nome è legato alla strage del 5 aprile 1851 quando coi suoi compagni ammazza barbaramente cinque persone. Prima Giuseppe Lombardi - colpevole di averli denunciati alla polizia granducale - con la moglie Maria e i due figli, Domenica e il piccolo Luigi, abitanti al Casetto, podere posto fra Tredozio e Modigliana. Poi il gruppo si sposta al vicino podere Masera uccidendo anche Domenico Bernabei, marito della figlia, perché non parli. Un massacro fatto per impaurire altri eventuali delatori.
Il 9 luglio 1853 Lisagna è freddato a tradimento insieme al suo compagno Antonio Ravaioli detto "Calabrese" da don Pietro Valgimigli detto "don Stiffelone", parroco di San Valentino presso Tredozio.
Al suo posto subentra Giuseppe Afflitti detto "Lazzarino" che prosegue l'attività brigantesca fino al 1857 quando, il 16 gennaio, è catturato all'Alpicella nell'Appennino tosco-romagnolo sopra Santa Sofia. Dopo averlo processato le autorità granducali lo consegnano a quelle pontificie; è fucilato all'alba dell'8 maggio 1857 a Bologna.
In quel periodo agiscono anche bande minori che sfruttano il clima di paura suscitato dai briganti più noti; fra queste merita ricordare la "banda delle canoniche" che opera per un breve periodo terrorizzando i parroci di campagna nella Romagna toscana.
Mentre l'ultimo brigante di un certo rilievo in Romagna sarà l'Ometto, dopo l'Unità: sarà ucciso a tradimento nel giugno 1873..
Per buona parte della prima metà dell'Ottocento il successo militare dei briganti era spesso dovuto anche alla parità offensiva tra le loro armi e quelle utilizzate dalla forza pubblica. In entrambi i casi, sostanzialmente, si trattava di armi con limitata gittata e scarso volume di fuoco; al limite anche un fucile da caccia poteva essere sufficiente ad opporre efficace contrasto. Il quadro muterà radicalmente negli anni sessanta dell'Ottocento quando i militari cominceranno ad essere dotati di armi a retrocarica perfezionate per l'uso bellico e risolutive in caso di conflitto a fuoco con bande di briganti.